# Narvik Sırxayev
Narvik Zaqidin oğlu Sırxayev (ros. Нарвик Загидинович Сирхаев, Narwik Zagidinowicz Sirchajew; lezg. Сирхайрин Загьидинан хва Навиддин, Sirhajrin Zagidinan hwa Nawiddin; ur. 16 marca 1974 w Orta-Stali) – azerski piłkarz lezgińskiego pochodzenia występujący na pozycji pomocnika, reprezentant Azerbejdżanu w latach 1997–1999.

## Kariera klubowa
W 1991 roku rozpoczął karierę piłkarską w dagestańskim klubie Dinamo Machaczkała. Potem na przemian występował w Anży Machaczkała i Dinamo Machaczkała. W 2002 roku został zaproszony do Lokomotiwu Moskwa. W 2004 odszedł do Torpedo-Metałłurga Moskwa. Po pół roku przeniósł się do Tereku Grozny, ale po dwóch latach powrócił do Anży Machaczkała. Na początku lutego 2008 roku podpisał umowę z azerskim klubem Olimpik Baku, ale pod koniec tego samego miesiąca anulował kontrakt, a potem postanowił zakończyć karierę piłkarską.

## Kariera reprezentacyjna
W latach 1997-1999 rozegrał w reprezentacji Azerbejdżanu 17 meczów i strzelił 1 bramkę.

## Kariera trenerska
W 2009 roku pracował jako asystent trenera w Lokomotiwie-2 Moskwa.

## Sukcesy
Lokomotiw Moskwa
- nistrzostwo Rosji: 2002
- Superpuchar Rosji: 2003